# 초밥대왕
보약게임 초밥대(大)왕  미국의 베스트 셀러 Sushi Go Party!의 한국버전으로, 기존의 보약게임 S.P.C 시리즈의 초밥왕(Sushi Go!)에서 플레이 인원을 최대 8명까지 늘린 초밥왕의 디럭스 버전이다. 보드게임 디자이너 필 워커 하딩(Phill Walker Harding)이 2016년에 디자인했으며, 대한민국에서는 2019년 7월 20일 생각투자 주식회사(AURUM,inc)에 의해 출시되었다.  

## 게임 정보
초밥대왕(Sushi Go Party!)은 귀여운 초밥 캐릭터와 간단한 규칙이 특징인 보약게임으로, "여러 가지 초밥 중 하나를 고르고, 다음 사람에게 선택원을 넘긴다"는 회전 초밥집의 컨셉을 보드게임으로 즐길 수 있다는 점이 매력적인 게임이다. 또한 기존의 초밥왕보다 플레이 인원은 최대 8명까지로 늘어서 더 많은 인원이 즐길 수 있고, 카드 수 또한 약 80장 정도 더 추가되어 초밥왕보다 더 큰 재미를 느낄 수 있다.

## 게임 스토리
보약게임 초밥대왕은 인원 수에 맞게 카드를 나눠 가진 뒤, 총 3번의 라운드를 통해 가장 점수를 많이 얻은 사람이 승리하는 게임이다. 각 카드의 특징을 먼저 확인하고 어떤 순서로 어떤 카드를 모아 점수를 얻을지 신중하게 판단해야 한다.

## 구성물
- 181장의 카드 + 22개의 메뉴 타일 + 8개의 점수 말 + 게임판 + 설명서
- 초밥 : 총 12장 (계란 초밥 4장, 연어 초밥 5장, 오징어 초밥 3장)
- 롤 김밥: 총 36장 (김밥 12장, 콘 김밥 12장, 누드 김밥 12장)
- 추가주문 : 총 64장 (새우튀김 8장, 생선회 8장, 만두 8장, 장어 8장, 두부 8장, 주먹밥 8장, 완두콩 8장, 된장국 8장)
- 서비스 : 총 24장 (젓가락 3장, 간장 3장, 차 3장, 메뉴판 3장, 숟가락 3장, 특별주문 3장, 도시락 3장, 고추냉이 3장)
- 디저트 : 총 45장 (푸딩 15장, 녹차 아이스크림 15장, 과일 15장)

## 게임 준비
- 게임판을 중앙에 놓고, 각 플레이어는 자신의 게임 말을 게임판의 0점에 놓는다.
- 이번 게임에서 사용할 메뉴 종류 8가지를 정하여 상응하는 메뉴 타일들을 게임 보드에 꽂는다.
- 초밥, 롤 김밥 1종류, 추가주문 3종류, 서비스 2종류, 디저트 1종류를 고를 수 있고, 설명서에 나온 예시 조합을 참조하거나 원하는 카드들을 다양하게도 고를 수 있다.
- 위에서 선택한 메뉴에 상응하는 카드들을 모아둔다.
- 선택한 디저트 카드를 따로 섞어 게임판 근처에 앞면이 보이지 않도록 놓는다.
- 다른 모든 선택 가드를 섞어 게임판 근처에 앞면이 보이지 않도록 중앙 더미를 만든다.

## 게임 진행 및 종료
총 3라운드로 진행되며 매 라운드가 끝나고 점수를 계산한다. 특정 카드들은 3라운드가 모두 끝난 후 계산하게 된다.

## 라운드 준비
이번 게임에서 사용할 디저트 카드를 아래 표에 따라 다른 카드들과 함께 섞어놓는다.
| 2~5인 게임      | 6~8인 게임      |
| --------------- | --------------- |
| 디저트 카드 5장 | 디저트 카드 7장 |
| 디저트 카드 3장 | 디저트 카드 5장 |
| 디저트 카드 2장 | 디저트 카드 3장 |

(2~5인 게임시 남은 5장의 디저트 카드는 사용하지 않습니다.)
그 후, 플레이어들에게 앞면이 보이지 않도록 카드들을 나눠준다.
| 게임인원 | 카드 수 |
| -------- | ------- |
| 2~3인    | 10장    |
| 4~5인    | 9장     |
| 6~7인    | 8장     |
| 8인      | 7장     |

남은 카드는 뒷면이 보이도록 게임판 옆에 더미로 만들어 놓고,나눠준 카드는 다른 플레이어가 보지 못하게 주의해야 한다.

## 턴 진행
- 초밥대(大)왕에서의 턴은 초밥왕처럼 동시에 지나간다.
- 매 턴 패에서 원하는 카드를 골라 뒷면이 보이게 바닥에 내려놓는다.
- 모든 플레이어들이 카드를 내려놓으면 동시에 뒤집어 카드를 공개한다.
- 보너스 효과들을 진행한다. 보너스 효과가 있는 카드인 경우 오른쪽 아래에 숫자가 있는데 가장 큰 숫자 효과부터 진행한다.

예) 젓가락과 숟가락 카드들을 사용하는 게임인 경우 숟가락(6)의 숫자가 젓가락(1)보다 더 높으므로 숟가락 효과부터 진행
- 카드를 버릴 경우가 아닌 이상 자기 앞에 색깔별로 정렬하여 라운드 또는 게임 종료시까지 남겨둔다.
- 이후 남은 패는 왼쪽 사람에게 보이지 않게 전달한다.

## 라운드 종료
- 전달받은 카드가 마지막 남은 1장일 경우 바로 자기 앞에 앞면이 보이도록 내려놓고, 라운드는 종료된다.
- 1,2라운드 종료시엔 디저트 카드들은 옆으로 치워두고, 각 카드별로 점수를 계산하여 게임판 위의 말을 이동한다.
- 라운드 시작 시 남은 카드 및 플레이어들이 사용한 카드들을 모아 다음 라운드 디저트 카드들을 추가하여 덱을 섞고 새 라운드를 진행한다.

## 게임 종료
- 총 3라운드로 종료된다.
- 라운드 종료와 동일하지만 디저트 카드들에 의한 점수가 추가되어 최종 승자를 가린다.
- 플레이어의 점수가 동일할 경우, 디저트 카드가 더 많은 사람이 승리한다.

## 카드 목록

#### 초밥
한 종류밖에 없으며 모든 게임에 무조건 포함된다.
| 초밥 | 계란, 연어, 오징어 세 종류가 있으며 각각 1,2,3점 고추냉이 카드 위에 올릴 시 각각 3,6,9점 |

#### 롤 김밥
셋 모두 카드 위에 아이콘 개수가 따로 있으며, 이 아이콘 개수를 많이 모으는 운영을 요구한다. 게임마다 한 종류 사용.
| 김밥     | 카드 위 1~3개의 김밥 아이콘들을 라운드 종료 시 합산하여 가장 많은 순서대로 점수 2~5인 게임: 1등 6점, 2등 3점 6~8인 게임: 1등 6점, 2등 4점, 3등 2점 - 동률시 해당 점수를 그대로 받는다 - 최소한 한 장의 김밥 카드를 가지고 있어야 순위에 해당하는 점수를 같이 받는다. |
| 콘 김밥  | 라운드 종료 시 가장 많이 보유한 플레이어가 4점 가장 적게 보유한 플레이어가 (0장 포함) -4점 동률시 해당 점수를 그대로 받는다 - 2인 플레이시 가장 적은 장수의 콘 김밥을 가진 사람은 점수를 잃지 않는다. |
| 누드김밥 | <라운드 도중 턴 종료 시> 라운드 도중 카드 위 아이콘을 10개 이상 모으는 순간 8점을 즉시 획득하고 모은 누드김밥 카드를 버린다. 아이콘 10개를 모은 다음 플레이어는 5점, 그 다음 플레이어는 2점 - 여러 사람이 동시에 아이콘 10개 이상 획득시 가장 많은 아이콘을 가진 플레이어부터 점수 획득 - 아이콘 숫자마저 동일할 경우 모두 해당 점수 획득 <라운드 종료 시> 가장 많은 아이콘을 가진 순서대로 __아직 가져가지지 않은 점수__ 획득 예) 아무도 아이콘 10개를 모은 적이 없으면 8점, 한 명이 모았었다면 5점 - 동률시 모두 해당 점수 획득 * 한 라운드에서 한 명이 여러 번 누드김밥 점수 획득도 가능 |

#### 추가주문
무조건 많이 모으면 장땡인 롤 김밥과 비슷한 부류도 있지만, 모으는 데 제약이 있거나 처절한 눈치게임(...)을 요구하는 등 다양한 카드 종류들로 구성되어 있다. 이 중 3종류를 골라 사용한다.
| 만두     | 라운드 종료시 모은 만두 개수에 따라 점수 획득 1/2/3/4/5+개당 1/3/6/10/15점 |
| 완두콩   | 완두콩 카드 한 장당, 완두콩 카드를 한 장이라도 가지고 있는 다른 플레이어 한 명당 1점 - 한 장당 최다 4점까지 획득 가능 - 3~8인 게임시에만 사용 권장 |
| 장어     | 1장 소유시 -3점 2장 이상 소유시 7점 |
| 주먹밥   | 4가지 모양 (동그란 주먹밥, 삼각 주먹밥, 사각 주먹밥, 길쭉한 주먹밥)을 모은 모양 종류 수에 따라 점수 획득 1/2/3/4종류 소유시 1/4/9/16점 - 여러 세트에 따라 추가 점수 획득 가능 예) 동그란 주먹밥 2개, 삼각 주먹밥 2개, 사각 주먹밥 1개 소유시 동그란 주먹밥/삼각 주먹밥/사각 주먹밥으로 9점, 동그란 주먹밥/삼각 주먹밥은 4점으로 총 13점 획득 |
| 된장국   | 턴 종료 시 유일하게 된장국을 낸 경우 1장 당 3점 두 명 이상이 낸 경우 점수를 얻지 않으며 카드는 즉시 버린다. - 보너스 액션에 의해 내도 이번 턴에 낸 것으로 취급 |
| 생선회   | 1~2장 소유시 0점 3장 소유시 10점 - 한 라운드에 여러 세트로 점수 획득 가능 |
| 새우튀김 | 1장 소유시 0점 2장 소유시 5점 - 한 라운드에 여러 세트로 점수 획득 가능 |
| 두부     | 1장 소유시 2점 2장 소유시 6점 3장 이상 소유시 0점 |

#### 서비스
모은 다른 카드 수와 연관된 독특한 점수 체계를 따르는 점수 카드 및 내 패가 아닌 곳에서 카드를 가져오거나 카드를 복사하는 등 특수 효과를 내는 카드들이 있다. 이 중 일부는 효과 적용 숫자가 있는데 한 턴에 여러 장의 특수 카드들이 사용될 경우 숫자가 낮은 순서대로 효과를 적용한다.
게임에 2종류 골라 사용한다.
| 젓가락    | 내는 턴에는 아무 효과가 없지만 이후 라운드 종료 턴 포함 아무 턴에 발동 가능 젓가락 카드를 소유중이면 턴 종료시 카드 공개 및 처리 후 "젓가락!" 이라 외치며 패에서 카드를 한 장 더 즉시 내려놓을 수 있다. 이후 젓가락 카드를 패에 추가하고 다음 사람에게 함께 전달 사용하지 않은 젓가락 카드는 0점 취급 |
| 메뉴판    | 이 라운드에서 사용하지 않는 카드 덱의 카드 중 한 장을 골라 앞에 내려놓고 메뉴판 카드를 버린다. - 해당 효과로 메뉴판 카드를 가져올 수 없다. - 2~6인 게임시에만 사용 권장 |
| 간장      | 이번 라운드에서 낸 카드 배경색 종류가 가장 많을 경우에만 4점 - 간장 카드 자체도 종류 수에 포함 - 초밥과 와사비는 같은 종류로 취급 - 냈지만 버리게 된 카드[1]도 종류 수에 포함 - 라운드 종료 후에도 모으는 디저트 카드는 이번 라운드에 냈을 경우에만 포함 |
| 숟가락    | 카드를 내며 "숟가락!" 이라 외친다. 타 플레이어들의 턴 종료 처리 후 원하는 카드를 부르고 자신 왼쪽 플레이어부터 패에 해당 카드가 있으면 그 카드를 획득한다. 없을 경우 그 왼쪽 플레이어가 확인하며 모든 플레이어가 가지고 있지 않은 경우 카드를 획득하지 못한다. - 카드 요청시 단순히 카드 종류 (예: 마키)를 외치거나 특별한 유형 (예: 아이콘이 3개 있는 마키) 을 요청 가능하며 타 플레이어들은 요청에 정확히 걸맞는 카드를 줘야 한다. 예) 패에 2아이콘 마키와 1아이콘 마키가 있는 플레이어가 '마키'를 요청받으면 둘 중 아무거나 줘도 무방하지만 '3아이콘 마키'를 요청받으면 카드를 줄 수 없다. |
| 특별 주문 | *2~6인 플레이에 사용. 이번 라운드에서 낸 카드 중 한 장 위에 내서 복사한다. - 카드마다 생김새가 다른 경우 (마키 아이콘 개수, 주먹밥 모양, 등) 도 그대로 복사한 것으로 취급 - 낼 때 이외 내려놓은 카드가 없을 경우 복사할 카드가 없으므로 바로 버린다. |
| 도시락    | 플레이하며 즉시 자기 앞 카드들 중 원하는 만큼 뒤집는다. 이 뒤집힌 카드들은 라운드 종료시 2점으로 취급된다. 이후 포장 박스 카드는 버린다. - 특별 주문 카드로 복사된 카드를 뒤집는다해도 그 카드는 복사된 카드로 취급 |
| 차        | 이번 라운드에서 자신이 가장 많이 낸 카드 종류의 카드 수가 차 카드의 점수가 된다. - 초밥과 고추냉이는 같은 종류 카드로 취급 예) 초밥/고추냉이를 총합 4장, 김밥을 3장, 차를 2장 냈으면 차는 각각 4점씩 총 8점. |
| 고추냉이  | 플레이 시 아무 효과가 없지만 다음 내려놓는 초밥 카드는 반드시 고추냉이 카드 위에 올려놓아야한다. 이 경우 초밥 카드의 점수가 3배가 된다. - 초밥이 안 올려진 고추냉이 카드는 0점 - 초밥과 고추냉이는 간장이나 차 등 카드 배경색 개수 관련 계산시 같은 배경색 카드로 취급 예) 초밥/고추냉이를 총합 4장, 김밥을 3장, 차를 2장 냈으면 차는 각각 4점씩 총 8점. |

#### 디저트
상기한 카드들은 라운드 종료 시마다 점수를 계산하고 새 덱에 섞어넣지만 이 카드들은 냈을 경우 간직하다가 게임 종료, 즉 3라운드 종료 시 한꺼번에 점수를 계산하게 된다. 게임에 1종류 골라 사용한다.
| 녹차 아이스크림 | 게임 종료시 1~3장 소유시 0점 / 4장 소유시 12점 - 한 플레이어가 여러 세트 모으기 가능 |
| 푸딩            | 게임 종료시 가장 많이 소유시 6점 가장 적게 소유시 -6점 - 동률시 동률인 플레이어 모두 점수를 얻거나 잃음 - 2인 게임시 가장 적은 푸딩을 소유한 플레이어가 점수를 잃지 않음                                                |
| 과일            | 게임 종료시 카드 위 아이콘에 나온 3종류 과일(수박, 오렌지, 파인애플)별로 모은 개수만큼 각각 점수 계산 과일 종류당 0/1/2/3/4/5+개 소유시 -2/0/1/3/6/10점 예) 수박 0개, 오렌지 1개, 파인애플 5개일 경우 -2 + 0 + 10 = 8점 |